# Палевски, Гастон
Гастон Палевски (1901—1984) — французский политик, один из ближайших соратников Шарля де Голля в течение и после Второй мировой войны.

## Биография
Родился в Париже, сын промышленника. Его семья имела польское происхождение и жила во Франции с XIX-го века. Получил образование в Сорбонне в Ecole des Sciences Politiques и в Оксфордском университете — превосходно говорил по-английски и был убеждённым англофилом. Используя семейные связи, получил должность при Юбере Лиоте, французском резиденте в Марокко. В 1928 году стал главным личным секретарём Поля Рейно, бывшим тогда министром финансов и затем — премьер-министром Франции в марте 1940 года. Через Рейно, в 1934 году познакомился с Шарлем де Голлем и стал сторонником его политических и военных взглядов.
При неожиданном начале войны в 1939 году был произведён в чин лейтенанта французских Военно-воздушных сил и наблюдал последствия немецкого вторжения во Францию в мае 1940 года. Во время перемирия в июне 1940 года находился во французской Северной Африке. Не признавая поражения Франции, в конце августа добрался до Лондона и вступил в организацию «Сражающаяся Франция», где Де Голль назначил его директором по политическим вопросам. Играл ведущую роль в переговорах де Голля с британским правительством, которое вначале относилось к де Голлю скептически. В марте 1941 года получил звание подполковника и командовал подразделением «Свободной Франции» в Восточной Африке при освобождении от итальянских войск Французского Сомалиленда (ныне Джибути).
В сентябре 1942 года вернулся в Лондон и занял пост секретаря кабинета де Голля и на этом посту в 1943 году последовал за де Голлем в Алжир и, затем, в августе 1944 года — в освобождённый Париж. Приобрёл репутацию правой руки де Голля; его дипломатические навыки и знание британцев были для де Голля очень ценны, поскольку тот британцев не понимал и не доверял им.
Оставался директором кабинета де Голля (то есть, его личного офиса) до отставки де Голля с поста главы Временного правительства в январе 1946 года. К этому времени стал ведущим приверженцем голлизма и одним из основателей первой голлистской партии, Объединение французского народа (РПФ) в 1947 году. В 1951 году избран депутатом Национального собрания от департамента Сены (Париж). С 1953 до 1955 года был вице-председателем Национального собрания. Считался одним из «баронов голлизма». 
После неудачи РПФ прекратил политическую деятельность. В 1957 году по инициативе де Голля был назначен послом в Италии и занимал этот пост до 1962 года, когда премьер-министр Жорж  Помпиду назначил его министром по научным исследованиям, атомной энергетике и космическим исследованиям Франции — первым французским министром с ответственностью за такие вопросы. 1 мая 1962 года Палевски наблюдал за французскими подземными ядерными испытаниями в Алжире под кодовым названием «Берилл». Испытательная шахта не выдержала взрыва, и вследствие утечки радиоактивной лавы и пыли в атмосферу он получил дозу радиации. Вероятно, лейкемия, которой он позже заболел, была вызвана этим несчастным случаем.
С 1965 по 1974 год был президентом Конституционного Совета Франции.
Умер от лейкемии в 1984 году в возрасте 83 лет.

## Личная жизнь
В личной жизни был известен как беззаботный ловелас, что повредило перспективам серьёзной политической карьеры. Только его бесспорная преданность и полная лояльность де Голлю позволяла ему занимать высшие посты. Во время Второй мировой войны у него был роман с британской писательницей и журналисткой Нэнси Митфорд, любовью всей жизни которой он стал, хотя пара так никогда и не узаконила свои отношения. После войны Митфорд поселилась во Франции и прожила там до конца своей жизни, поддерживая связи с множеством своих британских друзей посредством писем и регулярных визитов.
В 1969 году, формально не расставшись с Митфорд (он был с ней, когда она умерла), он женился на Элен-Виолетт де Таллейран-Перигор (1915—2003), герцогине Саган, дочери седьмого герцога Талейран и Анны Гульд.